# Kana (Japans)

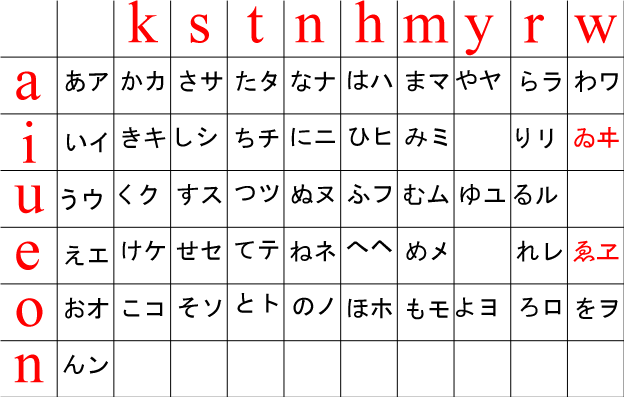
Overzicht van hiragana en katakana

Kana is de verzamelnaam voor de twee syllabische schriften van het Japans:
- Hiragana (平仮名 in kanji, ひらがな, in hiragana)
- Katakana (片仮名 in kanji, カタカナ, in katakana)

Naast kana kent het Japans nog een schrift, het kanji, dat is overgenomen uit het Chinees.

## Gebruik
Katakana wordt vaak gebruikt om namen en woorden waar geen kanji voor is te schrijven, om leenwoorden te schrijven en vrouwennamen te vormen. Verder worden losse klanken met katakana geschreven.
Met hiragana worden woorden geschreven als de schrijver het kanjiteken van dat woord niet kent, om werkwoordsvormen te vormen of als er wordt verwacht dat de lezer het kanjiteken misschien niet zal herkennen.
Kana wordt ook gebruikt om voor minder gebruikte kanjitekens de uitspraak aan te geven (furigana).